# Верёвкин, Михаил Михайлович
Михаил Михайлович Верёвкин (?—19 июля 1819) — генерал-лейтенант, герой Кавказской войны.
Сын члена-корреспондента Императорской Академии наук и члена Российской академии переводчика и писателя Михаила Ивановича Верёвкина.
В военную службу вступил в 1775 году в армейскую пехоту.
В 1786 году произведён в премьер-майоры Кавказского егерского корпуса, принимал участие в походах против горцев и в 1787—1792 годах сражался с турками. 19 февраля 1792 года за отличие при штурме Анапы награждён орденом св. Георгия 4-й степени (№ 456 по кавалерскому списку Судравского и № 882 по списку Григоровича — Степанова)
Приняв начальство над третьею колонною, взвёл её на вал, овладел одною батареею и потом ранен, выказав примерную храбрость.
В 1793 году Верёвкин был произведён в подполковники, в 1797 году получил чин полковника и в 1798 году — генерал-майора. С 20 ноября 1798 года Верёвкин назначен был командиром 10-го егерского полка, но уже через неделю, 27 ноября, был перемещён на ту же должность в 16-й егерский полк, с 17 января 1799 года был шефом этого полка.
В 1801 году Верёвкин уехал в Прибалтику, где с 5 августа был шефом Фридрихсгамского гарнизонного полка, но 13 февраля 1802 года был отставлен от занимаемой должности и вскоре вернулся на Кавказ, где получил в шефство Троицкий мушкетёрский полк. 24 августа 1804 года был назначен состоять по армии без должности. 20 января 1808 года получил должность полкового шефа в 16-м (бывшем 17-м) егерском полку, которую занимал до 5 февраля 1813 года.
В 1808 — 1813 гг. Верёвкин был бригадным командиром в 19-й пехотной дивизии. В это время он принимал участие в русско-персидской войне 1804—1813 годов. В 1814 году комендант Константиногорской крепости.
В ноябре 1816 года вышел в отставку с чином генерал-лейтенанта. Скоропостижно умер в Москве 9 июля 1819 года, отпет в церкви св. Василия Кесарийского в Тверской Ямской слободе. Похоронен в селе Покровском Клинского уезда Московской губернии.